# البطولات الفرنسية 1939 (كرة مضرب)
قائمة بالبطولات الفرنسية لعام 1939 (والمعروفة الآن باسم دورة رولان غاروس) :

## الكبار

### فردي رجال
دون مك ناليل هزم  بوبي ريغز، النتيجة:7-5 6-0 6-3

### فردي سيدات
سايمون ماثيو هزمت  جادوايغا جيدرزراوسكا، النتيجة:6-3 8-6